# Chopper (film)
Chopper – australijski kryminał z 2000 roku opowiadający o życiu Marka Brandona „Choppera” Reada. Film oparty na jego książkach.

## Główne role
- Eric Bana – Mark Brandon Read
- Simon Lyndon – Jimmy Loughnan
- David Field – Keithy George
- Daniel Wyllie – Bluey
- Bill Young – detektyw Downie
- Vince Colosimo – Neville Bartos
- Kenny Graham – Keith Read
- Kate Beahan – Tanya
- Serge Liistro – Sammy Turek